# Villers-sur-Authie
Villers-sur-Authie (picardisch Vilèr-su-Eutie) ist eine nordfranzösische Gemeinde mit 460 Einwohnern (Stand 1. Januar 2022) im Département Somme in der Region Hauts-de-France. Die Gemeinde liegt im Arrondissement Abbeville und ist Teil der Communauté de communes Ponthieu-Marquenterre und des Kantons Rue.

## Geographie
Die im Norden von dem die Départementsgrenze bildenden Authie begrenzte, von kleinen Kanälen durchsetzte Gemeinde liegt rund sechs Kilometer nördlich von Rue im Marquenterre, dem am Meer gelegenen Teil des Ponthieu, westlich der Autoroute A16 (Autoroute des Estuaires) und erreicht im Westen beim Ortsteil La Gare der Nachbargemeinde Quend die Bahnstrecke von Amiens nach Boulogne-sur-Mer. Zur Gemeinde gehören der Weiler Le Marais-Noirette, die Häusergruppen Le Marais de Colline und Bretagne sowie La Garenne und die Gehöfte Le Carouge und Flandre. Das Gemeindegebiet gehört zum Regionalen Naturpark Baie de Somme Picardie Maritime.

## Geschichte
Ein altes Schloss ist verschwunden. Das jetzige datiert aus dem Jahr 1687. Die Gemeinde lebte früher von der Torfausbeutung, deren Einkünfte sich der Graf von Ponthieu und der Prior von Maintenay teilten.

## Einwohner
| 1962 | 1968 | 1975 | 1982 | 1990 | 1999 | 2006 | 2011 |
| ---- | ---- | ---- | ---- | ---- | ---- | ---- | ---- |
| 430  | 420  | 365  | 379  | 354  | 362  | 376  | 421  |

## Sehenswürdigkeiten
- 1926 als Monument historique eingetragene Mariä-Himmelfahrts-Kirche (13. und 16. Jahrhundert) mit bemerkenswerten GlasfensternEglise de l'Assomption in der Base Mérimée des französischen Kulturministeriums (französisch)
- Schloss